# Psyche flavicapitella
Psyche flavicapitella är en fjärilsart som beskrevs av Jean Romieux 1937. Psyche flavicapitella ingår i släktet Psyche och familjen säckspinnare. Inga underarter finns listade.